# Marco Mariani (politico)
Marco Maria Mariani (Monza, 22 maggio 1953) è un politico italiano.

## Biografia
Nato a Monza, si laurea in Medicina e svolge la professione di medico sul territorio monzese.
Viene eletto sindaco di Monza per la Lega Nord per la prima volta nel 1995, ricoprendo tale carica fino al 1997. È poi nuovamente eletto sindaco nel 2007, rimanendo in carica fino al 2012.
Nel 2018 viene eletto nella circoscrizione di Monza e Brianza come consigliere regionale della Lombardia con la Lega Nord. Nel 2023 decide di non ricandidarsi.
Nella primavera del 2024 è tra i 21 dissidenti della Lega che scrivono al segretario Matteo Salvini chiedendogli di tornare al pragmatismo del vecchio partito, di non allearsi con gli estremisti Alternative für Deutschland e Marine Le Pen e di non candidare il generale Roberto Vannacci alle elezioni europee di giugno.